# 안성동
안성동(安城洞)은 경기도 안성시의 행정동군이다. 안성시의 중앙에 위치하고 있다. 평택과 함께 안성평야의 중심지이면서 안성선의 종점이며, 동서남북 사방으로 도로가 통한 교통의 요지이다. 고대부터 안성유기의 특산지로 알려져 있고 제사, 금속, 성냥 등 공장이 있다. 농산물의 생산량이 많으며, 정기 시장이 열린다. 시내에는 남쪽 도계에 삼림이 울창하여 천혜의 승경을 이룬 서운산이 있다. 이 산에는 임진왜란 때의 사적과 기타 사찰이 많이 있다.

## 역사
- 1914년 4월 1일 안성군 북리면, 서리면, 동리면을 안성군 읍내면으로 합면하였다.[1]

10법정리 - 당왕리, 금석리, 사곡리, 서리, 석정리, 옥산리, 도기리, 계촌리, 동리, 장기리
- 1931년 읍내면을 안성면으로 개칭하였다.
- 1937년 7월 1일 안성면을 안성읍으로 승격하였다.[2]
- 1997년 6월 6일 보개면 가사리, 가현리와 대덕면 모산리, 건지리, 소현리 일부를 안성읍에 편입하였다.[3]
- 1998년 4월 1일 안성군을 안성시로 승격하면서[4] 안성읍을 안성1동, 안성2동, 안성3동으로 개편하였다.[5]

## 행정 구역
| 행정동          | 법정동 |
| --------------- | --- |
| 안성1동(安城洞) | 가사동(加士洞), 가현동(加峴洞), 봉산동(鳳山洞), 봉남동(鳳南洞), 영동(榮洞), 숭인동(崇仁洞), 동본동(東本洞), 구포동(九苞洞), 명륜동(明倫洞), 낙원동(樂園洞), 옥천동(玉川洞), 창전동(創前洞), 성남동(城南洞), 현수동(玄水洞), 발화동(發花洞) |
| 안성2동         | 서인동(西仁洞), 인지동(仁智洞), 신흥동(新興洞), 석정동(石井洞), 옥산동(玉山洞), 아양동(娥洋洞), 도기동(道基洞), 계동(桂洞), 중리동(中里洞)                                                                                                 |
| 안성3동         | 대천동(大泉洞), 연지동(蓮池洞), 금산동(錦山洞), 당왕동(堂旺洞), 신건지동(新乾芝洞), 신소현동(新蘇峴洞), 신모산동(新茅山洞), 금석동(金石洞), 사곡동(沙谷洞)                                                                                 |

## 기업
- 농심
- 환인제약
- 일동제약 안성공장

## 주거

### 아파트

#### 안성2동
- 옥산주공아파트 (옥산동) : 1988년 4월 입주.
- 안성아양주공1.2단지 (아양동) : 1995년 10월 입주.
- 동광아파트 (중리동) : 2007년 9월 입주.
- 동광2차아파트 (중리동) : 2009년 4월 입주.
- 신원아침도시아파트 (석정동) : 2009년 11월 입주.
- 서희건설 서희스타힐스 (아양동) : 2017년 12월 입주.
- LH아파트(아양동) : 2018년 입주.
- 시티건설 안성 아양 프라디움 (옥산동) : 2018년 5월 입주.
- 광신종합건설 안성 아양 광신프로그레스 (옥산동) : 2018년 8월 입주.

## 문화재
- 안성 아양동 보살입상 - 안성시 향토유적 제10호
- 안성 아양동 석불입상 - 안성시 향토유적 제15호